# Рубцов, Игорь Александрович
Игорь Александрович Рубцов (род. 4 мая 1980 года в Москве) — российский спортсмен, игрок в настольный теннис, тренер по настольному теннису. Чемпион России 2007 года в одиночном разряде, трёхкратный чемпион России в парном разряде, чемпион России в миксте, неоднократный чемпион России в команде. Мастер спорта России.
Самой высокой позицией в мировом рейтинге ITTF было 53-е место, до которой Игорь Рубцов добирался трижды: в марте и мае 2010 года и в ноябре 2011 года.
В настольный теннис начал играть в возрасте 7 лет, в секцию его записала мать. Первый тренер — Любовь Михайловна Мазурова. Мастером спорта стал в 16 лет.
Высшее образование получал в Московском авиационном институте. В 2013-2015 годах прошёл обучение в Институте повышения квалификации и профессиональной переподготовки кадров на базе РГУФК.

## Спортивные достижения

### Чемпионаты России
В 2007 году Игорь Рубцов завоевал золотую медаль первенства России, которое проходило в Санкт-Петербурге. Три раза становился чемпионом России в парном разряде: в 2004 вместе с Денисом Аникиным, в 2006 и 2007 году в паре с Алексеем Ливенцовым. В паре с Анной Тихомировой завоевал золото чемпионата России 2010 года в миксте. Неоднократно становился чемпионом России в составе команды Москвы. Всего по данным 2014 года у Игоря Рубцова 26 медалей чемпионата России: 11 золотых, 7 серебряных и 8 бронзовых.
| Разряды | Одиночный | Парный  | Микст   | Командный |
| ------- | --------- | ------- | ------- | --------- |
| 2000    | 15        |         | Бронза  |           |
| 2001    | 11        | Бронза  |         | Серебро   |
| 2002    | 5         | Бронза  | Серебро | Золото    |
| 2003    | 4         | Бронза  |         |           |
| 2004    | Бронза    | Золото  |         |           |
| 2005    | 9         | Серебро |         | Золото    |
| 2006    | 9         | Золото  | Бронза  | Золото    |
| 2007    | Золото    | Золото  |         | Золото    |
| 2008    | 13        |         |         |           |
| 2009    | Бронза    |         |         | Золото    |
| 2010    | Серебро   |         | Золото  |           |
| 2011    | Серебро   |         |         |           |
| 2013    | 12        |         |         |           |

### Мировой тур ITTF
В 2006 году стал третьим в одиночном разряде на этапе мирового тура «Eurosib Russia Open» в Санкт-Петербурге, проиграв в полуфинале Зорану Приморацу. В 2009 году был вторым в парном разряде на этапе мирового тура «Slovenian Open» в Веленье, выступая вместе c Алексеем Ливенцовым.

## Клубная карьера
Выступал за следующие клубы: Виктория-МОЭК (Москва, Россия), Монпелье-ТТ (Монпелье, Франция), ТНК-ВР (Сорочинск), Реил-континент (Москва), Леваллуа (Леваллуа-Перре, Франция), КНТ «Родина» (Архангельск).

## Тренерская карьера
В сезоне 2014—2015 годов И. А. Рубцов являлся тренером мужской команды «МФНТ-Резерв», игравшей в Супер-лиге клубного чемпионата России по настольному теннису. По итогам сезона 2014/15 команда «МФНТ-Резерв» смогла перейти из Супер-лиги в высший дивизион клубного чемпионата страны, в Премьер-лигу. Помимо этого И. А. Рубцов был занят работой со сборными командами России по настольному теннису, входил в штаб сборной команды России, являлся вторым тренером мужской команды.
В феврале 2016 года И. А. Рубцов был экстренно назначен тренером женской сборной России во время командного чемпионата мира 2016 года. По итогам чемпионата мира женская команда России выполнила задачу-минимум, сохранив место в высшем дивизионе.
В марте 2016 года И. А. Рубцов стал старшим тренером мужской команды «Спарта энд К», играющей в Премьер-лиге клубного чемпионата России по настольному теннису.